# 艾略特·韓德勒
艾略特·韓德勒（英語：Elliot Handler，1916年4月9日—2011年7月21日）是一名美國發明家、商人，玩具公司美泰兒的創始人之一。他與妻子羅絲·韓德勒共同開發了美國歷史上最暢銷的一些玩具，包括芭比娃娃、Chatty Cathy、Thingmaker和風火輪小汽車。

## 早年生活
韓德勒於1916年4月9日出生於伊利諾州芝加哥的一個猶太家庭，並在科羅拉多州丹佛長大。他曾在加利福尼亞州帕萨迪纳的藝術中心設計學院學習工業設計。1929年，他在聖約之子會為青少年舉辦的舞會上邂逅了未來的妻子羅絲·莫斯科。後來，他們結婚並育有兩個孩子：女兒芭芭拉是芭比娃娃的同名人；兒子肯尼斯（1994年死於腦瘤）是肯尼娃娃的同名人。韓德勒還是一名苦苦掙扎的藝術系學生和燈具設計師，他與哈羅德·馬特森合作設計了一款外形逼真的微型鋼琴，收到了大約30萬份訂單；然而，他們對產品定價不當，每生產一架鋼琴就虧損十分錢。

## 美泰兒
1945年，商業夥伴哈羅德·「馬特」·馬特森（Harold "Matt" Matson）和艾略特·韓德勒共同創立了美泰兒公司。1940年代末，韓德勒夫婦買下了馬特的股份，艾略特的妻子羅絲接替馬特的位置。
韓德勒開發了第一個會說話的娃娃Chatty Cathy，使用拉繩說話裝置，為玩具業帶來了革命性的變化。美泰繼續開發許多會說話的玩具，包括Chatty Baby、Tiny Chatty Baby和Charmin' Chatty。美泰兒還為賓尼兔和波基豬等卡通人物以及赫曼·蒙斯特和靈馬艾德等電視角色製作玩具。
韓德勒的女兒芭芭拉與艾倫·西格爾（Allan Segal）結婚後，他們創造了肯的朋友艾倫。1965年，會說話的娃娃寶貝謝麗爾（Baby Cheryl）以韓德勒夫婦第一個孫女的名字命名，而芭比娃娃系列中的托德娃娃（Todd）則以他們孫子的名字命名。
韓德勒主要負責美泰兒的另外兩個產品系列。1966年，美泰兒推出名為Liddle Kiddles的小型玩偶。韓德勒聲稱，他希望這些娃娃能像美國各地社區裡的小孩子。這些娃娃由娃娃藝術家瑪莎·阿姆斯特朗·漢德（Martha Armstrong-Hand）雕刻。 Kiddles獲得巨大的成功，並一直生產到1970年代初。另一個產品系列是風火輪小汽車，於1968年推出，共有10,000種不同的型號。
該公司最初名為美泰兒創意（Mattel Creations），現已成為全球收入最高的玩具製造商。2008年4月，美泰兒在加利福尼亞州埃尔塞贡多總部為韓德勒舉辦90歲生日派對。出席者包括他的女兒芭芭拉·西格爾，芭比娃娃就是以她的名字命名的。

## 個人生活
2011年7月21日，韓德勒因心臟衰竭在加利福尼亞州洛杉磯世紀城的家中去世，享耆壽95歲。艾略特的妻子羅絲·韓德勒於2002年去世。

## 備註
1. ↑  Miller, Stephen. . The Wall Street Journal. July 23, 2011  [July 22, 2011]. （原始内容存档于2018-08-11）.
2. ↑  Chang, Andrea. . Los Angeles Times. July 24, 2011  [August 15, 2011]. （原始内容存档于2018-08-11） –The Washington Post.
3. 1 2 3 4 5  Jewish Telegraph: "The Eulogizer: Elliot Handler, Barbie's 'dad,' and more on alleged mobster Francois Abutbul" By Alan D. Abbey （页面存档备份，存于） August 9, 2011
4. 1 2  Chang, Andrea. . Los Angeles Times. July 23, 2011  [2023-09-09]. （原始内容存档于2013-01-13）.
5. ↑  People: "As a Tiny Plastic Star Turns 30, the Real Barbie and Ken Reflect on Life in the Shadow of the Dolls" By Michelle Green and Denise Gellene （页面存档备份，存于） March 6, 1989
6. ↑  . www.telegraph.co.uk.   [May 19, 2021]. （原始内容存档于2023-04-09）.
7. ↑  Noland, Claire. . Los Angeles Times. July 22, 2011  [July 22, 2011]. （原始内容存档于2021-12-03）.
8. 1 2 3 4  Duhigg, Charles. . The New York Times. July 22, 2011  [July 22, 2011]. （原始内容存档于2011-07-24）.